# Сельджуки

Двоголовий орел, який використовувався як символ кількох правителів Сельджуків, включаючи Кей-Кубада I

Сельджуки (туркм. Seljuklar, азерб. Səlcuqlar, кирг. Селжуктар, тур. Selçuklular, узб. Saljuqiylar, перс. آل سلجوق Al-e Saljuq, араб. والسلاجقة Saljuq, as-Salājiqa) — гілка огузо-туркменського племені киник (гиник), яка належить до центральноазійських тюрків.

## Етногенез сельджуків
Сельджуки є відгалуженням тюркської народності огузів. Найімовірніше, самі огузи постали внаслідок змішування на території Середньої Азії місцевих угорських і сарматських племен з прийшлими тюрками, з чисельним і культурним переважанням останніх. Основним заняттям огузів було кочове тваринництво. А також як і всі тюркські народи займалися набігами на інші племена. Певний період часу вони були васалами могутнього Хозарського каганату, але змогли заснувати власну державу по обидва боки Сирдар'ї зі столицею Янгікент, правителем якої був ягбу. Уперше огузи фіксуються в районі Семиріччя в Казахстані. Через поразку у війні з карлуками, вони були змушені піти на Сирдар'ю, на територію сучасної Кизилординської області Казахстану. Згодом сельджуки рушили на завоювання Близького Сходу. А вже XI століття вони сформували єдиний Сельджуцький султанат, з якого виділився Румський султанат.

## Історія

### Утворення держави сельджуків
У IX столітті знатний огуз Токак ібн Лукман з племені киник перейшов разом з підлеглими йому людьми на службу Хозарського каганату. Але після занепаду держави хозар він був змушений повернутися в Середню Азію, де й почав служити огузькому ябгу Алі, що дало йому можливість стати другою за значимістю людиною в державі огузів. У Токака був син на ім'я Сельджук, який також разом із батьком певний час перебував на у службі у хозар. Після смерті свого батька Сельджук отримав від правителя огузької держави титул сюбаші, тобто став командувачем армії. Через погіршення відносин із ягбу, Сельджук у 985 році разом із членами свого племені віддаляється на південь, на територію мусульманських земель, де він згодом приймає іслам. Сельджук переходить на службу до Саманідів, які номінально вважалися намісниками халіфа в Середній Азії, але фактично повністю були незалежними правителями. Та незабаром під прапором нової віри він повертається в Державу огузів та очолює боротьбу проти ягбу. Таким чином, особиста ворожнеча Сельджука та огузького правителя переросла в мусульманський джихад. Згодом молодий полководець захоплює місто Дженд. Заснувавши власну поки ще невеличку державу, Сельджук зміг об'єднати інші тюркські народи зі столицею у місті Дженд. Саме ці племена під прапором Сельджука стали відомі в історії як тюрки-сельджуки.

### Сельджуцькі завоювання
У XI столітті вони вийшли за межі своїх пасовищ і приступили до створення державного об'єднання, що стало відомим як держава Сельджукідів. Її засновником і першим правителем (з 1038 року) вважається Мухаммад Тогрул-бек, онук Сельджука, який прийняв потім титул султана. Величезне значення для подальших завоювань цієї держави була перемога над військами однієї з найсильніших держав того часу — Газневідської держави. Це відкривало сельджукам шлях на завоювання територій Афганістану, Персії та Іраку. Попереду була Мала Азія, яка входила в той час до складу Візантійської імперії.
Не забарившись, у 1042 році Тогрул-бек направив 10-тисячну кінноту в Східну Анатолію, яка перебувала тоді під владою династії Марванідів. Потім настала черга Закавказзя — Грузії, Вірменії, Азербайджану. Почалися рейди сельджуків в межі Візантії, а також під натиском їхніх військ упали Ерзурум (Арзрум), Карс, Малатья (нині це адміністративні центри однойменних областей Туреччини). Тим часом сельджуки взяли Багдад, столицю Аббасидського халіфату, і Тогрул-бек переніс свою столицю з середньоазійського Мерва в перський Ісфахан. Він оголосив себе захисником халіфа, а той, у свою чергу, привласнив Тогрул-беку титул «малик (тобто цар) Сходу і Заходу». У 1062 році він сам на чолі великої армії з'явився в Азербайджані.

### Зміцнення держави
Тим часом в спочатку XI століття держава Саманідів впала під натиском іншого могутнього тюркського союзу — Караханідів. Спочатку Сельджуки підтримували в боротьбі своїх сюзеренів — Саманідів, за що отримували великі пільги та самостійність в управлінні своїми землями, але після їх падіння перейшли на службу до Караханідів. Після смерті Сельджука державою правили п'ятеро його синів: Ісраїл (тюркське ім'я Арслан), Мікаїл, Муса, Йусуф та Йунус. Головним був старший син Ісраїл. Він ще більше зміцнив владу сельджуків в регіоні. Ісраїл був одружений з дочкою правителя Караханідів Алі-Тегін. Він послав у Бухару на службу до Алі-Тегін двох своїх племінників, синів Мікаїла — Тогрула та Дауда (Чагрів-бека). У цей час в конфлікт з Караханідами, підтримуваними сельджуками, вступив могутній правитель Газні Махмуд. Йому вдалося в 1025 році полонити Ісраїла, який в ув'язненні і помер через 7 років. Ця подія поклала початок боротьбі між Газневідами та Сельджукидами, главою яких став Микаїл.

### Імперія Сельджуків
До кінця життя Тогрула утворилася справжня сельджуцька імперія, що простягалась від Аральського моря на сході до Кавказу і меж Малої Азії на заході. Помер великий полководець в 1063 році, передавши владу своєму племіннику Алп-Арслану, який був сином Чагри-бека.
Держава Сельджукидів ще більш посилилася в період 10-річного правління султана Алп Арслана, улюбленого племінника Тогрул-бека. При ньому в величезному регіоні відроджувалися міста, розвивалося сільське господарство і ремесла, пожвавилася торгівля на знаменитому Шовковому шляху, що пов'язувало азійські ринки з Близьким Сходом та Європою. Відбувалися й інші важливі зміни в житті народів, що входили до складу держави Сельджукидів. Просування на захід стосувалося не лише військ, а й викликало справжню міграцію огузо-туркменських племен. Вони вирушали в далеку дорогу зі своїми сім'ями, табунами коней та верблюдів, стадами овець. Як писав один з істориків, туркмени під іменами «данишменді», «ак-коюнлу», «сельджуки» проникали аж до Анатолії. І тут вони часто осідали, поступово забуваючи про кочовий способі життя і налагоджуючи відносини з місцевими осілими жителями.
Втім, Алп-Арслан не зупинився на досягненнях свого дядька, а продовжував розширювати імперію. Він зумів підкорити Кавказ, а в 1071 року не тільки завдав нищівної поразки Візантії під Манцикертом, але і полонив імператора Романа Діогена. Незабаром після цього майже вся Мала Азія належала тюркам-сельджукам. У 1072 році, коли Алп-Арслан направив свою армію проти Караханідів, на нього було вчинено замах. Від отриманих ран султан невдовзі помер, заповівши престол своєму неповнолітньому синові Малік-шаху. Незважаючи на малолітство, новому султану вдалося придушити заколоти претендентів. Він зміг відібрати Сирію та Палестину у держави Фатимідів, яка не визнавала влади Халіфа, а також змусив визнати васальну залежність Караханідів. При ньому Сельджуки досягли максимального могутності.

### Занепад імперії Сельджуків
Однак не все йшло добре в їх державі. Крім вічних соціально-економічних суперечностей в суспільстві та внутрішньополітичної боротьби серед членів правлячого клану існували і зовнішні загрози. Особливий тиск Сельджукіди відчували на східних та північних кордонах своєї держави. Тут, з одного боку, пожвавилися Газневіди, з іншого — погрожували кипчаки, а також обділені благами інші огузькі племена та угруповання.
Тим часом тривала активна колонізація Анатолії, куди у великій кількості продовжували переселятися огузи-туркмени. Вони почали вже створювати самостійні князівства. А в кінці 1070-х років відокремився від центральної влади Конійський султанат, де правив Сулейман ібн Кутулмиш, один із родичів Малік-шаха. Користуючись ослабленням імператорської влади у Візантії, він навіть захопив Нікею (нині Ізник) та вийшов до узбережжя Мармурового моря.
Але сельджуків чекали нові випробування. У кінці XI століття почалися хрестові походи, що призвели у 1204 році до падіння та розграбування хрестоносцями Константинополя. Але ще раніше, в 1097 році, вони відібрали у сельджуків Нікею та завоювали частину Конійського султанату. Ще більша загроза позначилася на східних кордонах держави Сельджукидів. Там знову активізувалися непокірні племена, наростали внутрішні суперечки в самій державі, і, врешті-решт, в XII столітті вона розпалася на незалежні султанати: Хорасанський, Іракський, Конійський, а в Середній Азії утворився Східно-сельджуцький султанат. Потім, вже у XIII столітті, непоправного удару по уламках колишньої держави завдали монголи. Що стосується Конійського султанату, то в 1243 році він став васалом ільханів — монгольських правителів в Ірані. А в 1307 році цей перший султанат сельджуків розпався на ряд дрібних князівств — Бейлик. Одне з них стало ядром майбутнього Османської держави.

## Прихід османів
Ще до остаточної загибелі Конійського султанату один з його правителів, Кей-Кубад, 1227 року дозволив переселитися на територію своєї держави одному з огузьких племен — кайї під проводом Ертогрула. Попередньо це плем'я мешкало на території сучасного Ірану. Син Ертогрула Осман заснував на території Малої Азії нову тюркську державу, яка пізніше дістала назву Османської імперії. Ця держава захопила значну частину Азії, Африки і Європи, територіально перевищивши розмір імперії Сельджукидів. Як бачимо, тюрки-сельджуки і турки-османи — ланки одного ланцюга змінюваних державних утворень.

## Значення завоювань тюрків-сельджуків
Завоювання тюрків-сельджуків мали дуже велике значення для історії. Саме вони відкрили період широкого проникнення тюркських племен в західну Азію. Вони мали значний вплив на формування цілого ряду сучасних етносів: турків, азербайджанців, кизилбашів та цілого ряду інших народів. Крім того, не варто забувати, що фактичним продовжувачем держави Сельджукідів стала велика Османська імперія, яка зробила дуже великий вплив на історичні процеси не лише в Азії, але і в Європі.